# Bruchreif
Bruchreif (Originaltitel: The Maiden Heist) ist eine US-amerikanische Gaunerkomödie aus dem Jahr 2009 mit Christopher Walken, Morgan Freeman, William H. Macy und Marcia Gay Harden. Die Regie führte Peter Hewitt, das Drehbuch schrieb Michael LeSieur. Im Fernsehen wurde sie unter dem Titel Drei verliebte Diebe ausgestrahlt.

## Handlung
Die drei alternden Museumswächter Roger, Charles und George lieben die Kunst, die sie bewachen. Jeder von ihnen hat auch ein Ausstellungsstück, das er über alles liebt und bewundert, und über das er oft mehr weiß als die Museumsführerin für Besucher. Roger und Charles haben je ein Lieblingsbild; bei George ist es eine Bronzestatue eines nackten Mannes. Oft, wenn er sich nachts auf Kontrollgang alleine und unbeobachtet fühlt, entledigt sich George selbst seiner Kleidung und ahmt vor der Statue deren Pose nach. Roger erlebt in Tagträumen vor seinem Bild, wie ein Kommandotrupp schwerbewaffneter Gangster das Museum stürmt und er diese alle im Alleingang erledigt, um „sein“ Bild zu schützen.
Eines Tages beschließt der neue Kurator des Museums, die Ausstellung im Austausch gegen andere Kunstwerke nach Dänemark auszulagern, um sie dort ausstellen zu lassen. Roger, Charles und George sind entsetzt. Kurzfristig überlegen sie, mit der Ausstellung nach Dänemark zu ziehen, verwerfen diesen Plan dann aber zugunsten der Überlegung, Fälschungen ihrer drei Lieblingswerke anzufertigen und diese beim Umzug nach Dänemark gegen die Originale auszutauschen. Charles ist Hobbymaler und macht selbst die Kopie seines Gemäldes. Sein Versuch, auch Rogers Bild zu kopieren, scheitert, weil ihm die richtige Inspiration fehlt. Dafür wird kurzerhand einer der zahlreichen Straßenmaler vor dem Museum beauftragt. George hat seine Statue nach eigenem Vorbild nachbilden lassen.
Alle drei melden sich freiwillig, beim Einpacken der Ausstellung für den Transport nach Dänemark zu helfen. Dabei schmuggeln sie eine zusätzliche Kiste mit den Fälschungen und George im Inneren in die Lagerhalle, wo alle Kunstwerke der Ausstellung in Kisten zwischengelagert sind. Nachts befreit sich George aus der Kiste, tauscht die Fälschungen gegen die Originale und verstaut sie inklusive seiner selbst wieder in der Kiste.
Am nächsten Morgen soll alles zum Flughafen transportiert werden. Roger und Charles fahren einen der zahlreichen Transportwagen und wollen nur die Kiste, in der George mit den Originalen ist. Leider erwischen sie die falsche Kiste, wie sie unterwegs feststellen, als sie den (wieder mal entkleideten) George im Wagen vor sich sehen. Mit einiger Mühe gelangen sie aber noch an die richtige Kiste.
Zum Abschluss sieht man, wie sich die drei Originale in einem kleinen Versteck befinden, und nun dort wieder abwechselnd von Roger, Charles und George bewacht werden.

## Kritiken
„Die Heist-Komödie regt eher zum Schmunzeln an, als dass sie wirklich lustig ist. Die Planung des Kunstraubes ist charmant erzählt, in der Ausführung aber doch sehr einfach gestrickt und nicht wirklich spannend. Die Darstellerriege enttäuscht nicht komplett, kann aber auch wegen des unterdurchschnittlichen Regisseurs ihr Potenzial nicht ausschöpfen. Ein netter Film, allerdings nicht ganz so nett wie ein Museumsbesuch in Dänemark.“

„Was durchaus Potential zu einer gelungenen Komödie hat, verläuft sich aufgrund des schwachen und witzlosen Drehbuchs schnell im Sande. Einzig der spielfreudige Walken, sowie die gelungene Eröffnungssequenz können den Zuschauer halbwegs bei Laune halten.“

## Veröffentlichung
Nachdem der Film seit dem 17. Mai 2010 auf DVD erhältlich ist, wurde er zum ersten Mal am 23. April 2011 auf ARD im deutschen Fernsehen ausgestrahlt.